# Thomas Häfner
Thomas Häfner (* 24. Dezember 1928; † 1985) war ein Maler des Phantastischen Realismus. Er war Mitglied der Gruppe Junge Realisten, die sich Mitte der 1950er  Jahre in Düsseldorf formierte.
Als Sohn der Künstler Herbert Häfner und der jüdischen Malerin Ilse Häfner-Mode wurde er durch Beziehungen seines Onkels Heinz Mode zu seiner Sicherheit während des Zweiten Weltkriegs in Ceylon untergebracht, wo er von 1938 bis 1948 lebte. Danach kehrte er seiner Mutter zuliebe, die von September 1944 bis Ende März 1945 Zwangsarbeit im Arbeitslager Elben überlebt hatte, nach Deutschland zurück und studierte an der Kunstakademie in Düsseldorf.
Neben seinen zahlreichen Gemälden schuf Häfner auch Bronzeskulpturen und Schmuck. Ebenso wie seine Bilder waren diese von einem düsteren Grundton geprägt. Erinnerungen an seine Kindheit in Ceylon prägten seinen Stil, für den phantastisch-surreale Darstellungen von menschlichen Gestalten, Mischwesen und Masken charakteristisch waren.